# Azerbejdżańska Wyższa Szkoła Marynarki Wojennej
Azerbejdżańska Wyższa Szkoła Marynarki Wojennej, azer. Azərbaycan Ali Hərbi Dənizçilik Məktəbi – działająca od 1992 azerbejdżańska uczelnia wojskowa kształcąca oficerów specjalistów na potrzeby azerskiej Marynarki Wojennej

## Historia
Uczelnia powstała na bazie rozformowanej w 1992 Kaspijskiej Wyższej Szkoły Marynarki Wojennej im. S.M. Kirowa.  

## Bazowanie uczelni
Miejscem dyslokacji jest Baku